# Yoyuteris cerritus
Yoyuteris cerritus är en insektsart som beskrevs av Otte, D. och Perez-gelabert 2009. Yoyuteris cerritus ingår i släktet Yoyuteris och familjen syrsor. Inga underarter finns listade i Catalogue of Life.